# 王宏剑
王宏剑（1955年—），男，河南灵宝人，中国油画家，清华大学美术学院教授，曾任中国美术家协会理事。